# Рудиментарные органы
Рудимента́рные о́рганы, рудиме́нты (от лат. rudimentum «зачаток, первооснова») — органы, утратившие своё основное значение в процессе эволюционного развития организма.
Термин «рудимент» в таком значении широко употребляется в русской научной литературе, несмотря на то, что он противоположен своему первоначальному значению в латинском языке. В англоязычной литературе наряду с ним употребляется более адекватный термин vestige, образованный от лат. vestigium «след» (в прямом и переносном смыслах слова). Некоторые учёные предлагали в русском языке также ввести термин вестигий для обозначения органа, вторично уменьшившегося и/или упростившегося в ходе эволюции, чтобы не путать его с зачатком — органом, ещё не достигшим окончательного размера и строения.
Анализ Чарльзом Дарвином рудиментарных (то есть вестигиальных) органов и частей организма во многом способствовал формированию доказательной базы происхождения человека от древних представителей животного мира.

## Закладка и развитие
Закладываются во время зародышевого развития, но полностью не развиваются. Рудиментарные органы сохраняются в течение всей жизни особи, в отличие от провизорных органов, имеющихся только у зародышей.

## Функция

### В организме
Функция, которую несли рудиментарные органы, будучи нормально развитыми у предков данных организмов, сильно ослабляется или утрачивается. В последнем случае рудименты, по-видимому, могут выполнять какую-либо иную функцию.
В настоящее время вопрос о наличии и сути функций рудиментарных органов в физиологии до конца не прояснён.

### Научная
Рудиментарные органы помогают установить путь филогенеза. Рудименты подтверждают наличие родственных связей между современными и вымершими организмами. Они также доказывают действие естественного отбора, удаляющего ненужный признак.